# Verbandsgemeinde Liebenwerda
Die Verbandsgemeinde Liebenwerda ist seit dem 1. Januar 2020 die übergeordnete Verwaltungseinheit der vier Städte Bad Liebenwerda, Falkenberg/Elster, Mühlberg/Elbe und Uebigau-Wahrenbrück (alle Landkreis Elbe-Elster im Land Brandenburg).

## Geschichte
Die  Bildung der Verbandsgemeinde wurde am 22. März 2019 beschlossen. Die Städte Bad Liebenwerda, Falkenberg/Elster, Mühlberg/Elbe und Uebigau-Wahrenbrück wurden zu Ortsgemeinden der Verbandsgemeinde.
Durch den Zusammenschluss sollen die Verwaltungsabläufe verbessert und Gelder gespart werden, während gleichzeitig ein gewisser Grad an Eigenständigkeit erhalten bleiben soll.
Als erste ihrer Art in Brandenburg dient die Verbandsgemeinde Liebenwerda zugleich als Pilotprojekt der Landesregierung. Verbandsgemeinden gibt es in Rheinland-Pfalz seit 1968 und in Sachsen-Anhalt seit 2009.

## Bevölkerungsentwicklung
| Jahr | Einwohner |
| ---- | --------- |
| 2019 | 24 332    |
| 2020 | 24 404    |
| 2021 | 24 250    |
| 2022 | 23 591    |
| 2023 | 23 424    |
| 2024 | 23 183    |

 Gebietsstand des jeweiligen Jahres, Einwohnerzahl: Stand 31. Dezember , bis 2021 auf Basis des Zensus 2011, ab 2022 auf Basis des Zensus 2022

## Politik

### Verbandsgemeindeversammlung
Die Verbandsgemeindeversammlung besteht aus 28 Vertretern, die durch die Stadtverordnetenversammlungen der vier Städte Bad Liebenwerda, Falkenberg, Mühlberg und Uebigau-Wahrenbrück bestimmt wurden. Sie setzt sich wie folgt zusammen:
- Fraktion Chursachsen (CDU, Freie Bürger): 10 Sitze
- Fraktion Pro starke Ortsgemeinden: 5 Sitze
- Fraktion Die Linke/SPD: 4 Sitze
- Fraktion FDP: 3 Sitze
- Fraktion Elbe-DEMOKRATEN: 3 Sitze
- Fraktion Bündnis Ortsteile/Stadt: 2 Sitze
- Andreas Schober (AfD): 1 Sitz

Der Bürgermeister der Verbandsgemeinde ist als sogenanntes „geborenes Mitglied“ ebenfalls mitsprache- und stimmberechtigt.

### Bürgermeister
- 2020–2023: Herold Quick (parteilos)
- seit 2023: Claudia Sieber (parteilos)

Quick, der ehemalige Bürgermeister von Falkenberg, wurde am 29. Januar 2020 von der Verbandsgemeindeversammlung mit 23 von 28 Stimmen zum Bürgermeister der Verbandsgemeinde gewählt. Die ehemaligen Bürgermeister der anderen drei Städte wurden Beigeordnete und damit Stellvertreter des Bürgermeisters. Im Sommer 2022 kündigte Quick seinen vorzeitigen Rücktritt an. Am 1. März 2023 trat seine Nachfolgerin Claudia Sieber ihr Amt an.

### Wappen
| Wappen der Verbandsgemeinde Liebenwerda | Blasonierung: „In Gold auf schwarzem Schildfuß, darin ein silberner Wellenbalken; ein roter Zinnenturm mit beknauftem Spitzdach und einem schwarzen Bogenfenster.“                                 |
| Wappen der Verbandsgemeinde Liebenwerda | Die Führung des Wappens und der Flagge wurde am 24. Juni 2020 durch die Verbandsgemeindeversammlung beschlossen und am 21. Dezember 2020 beim Ministerium des Innern und für Kommunales angezeigt. |

### Flagge
Die Flagge ist Schwarz - Gelb (1:1) gestreift und mittig mit dem gelbbordierten Wappen der Verbandsgemeinde belegt.

### Dienstsiegel
Das Dienstsiegel zeigt das Wappen der Verbandsgemeinde Liebenwerda mit der Umschrift „VERBANDSGEMEINDE LIEBENWERDA LANDKREIS ELBE-ELSTER“.